# Калабина, Анастасия Васильевна
Анастасия Васильевна Калабина (1912—1993) ― заслуженный деятель науки и техники РСФСР, профессор, известный учёный химик-органик.

## Биография
Родилась 7 января 1912 года в селе Каменогорский Починок Вятской губернии.
В 1937 году приобрела работу в Иркутском государственном университете на кафедре органической химии, после его окончания. В 1943 году Анастасия Васильевна успешно защитила кандидатскую диссертацию по теме «Синтез спиртов ацетиленового ряда», параллельно занимаясь учебно-педагогической деятельностью: читала лекции, вела семинарские занятия, была деканом химического факультета с 1942 по 1945 год.
В 1958 году Анастасия Васильевна создала кафедру высокомолекулярных соединений, по прошествии некоторого времени – отдел органической химии в Институте нефте- и углехимического синтеза ИГУ. Под ее руководством проводились исследования по изучению химических процессов полимеризации, получению новых веществ из угля, нефти и отходов химических производств.
В 1966 году Анастасия Калабина защитила докторскую диссертацию по теме «Исследования в области химии ароматических эфиров енолов». В 1967 году ей было присвоено звание профессора. В том же году она была назначена проректором по научной работе Иркутского государственного университета, в должности которой она проработала до 1980 года. Период руководства Анастасии Васильевны был ознаменован высоким уровнем исследований в области естественных и гуманитарных наук.
Научные разработки Анастасии Васильевны относились к классической русской химической школе. Она вела исследования в области синтеза и превращений винилакриловых эфиров, органического синтеза на базе природных ресурсов и отходов химических производств и химии полимеров. Благодаря профессору Анастасии Васильевны было опубликовано свыше 450 научных работ.
Анастасия Васильевна особое внимание уделяла общественно-педагогической работе: активно участвовала в обучении и подготовке кадров многих поколений специалистов-химиков, научных работников высшей квалификации, была Председателем Головного совета по органической химии Министерства высшего и среднего специального образования, членом Комитета советских женщин. За свои заслуги Анастасия Васильевна была награждена двумя орденами «Знак Почета» и многочисленными медалями,  в числе которых «За доблестный труд в Великой Отечественной войне 1941–1945 гг.».
Выдающийся ученый, руководитель и педагог Анастасия Васильевна воспитала плеяду талантливых учеников – последователей и продолжателей своего дела. Среди них – ректор ИГУ Александр Ильич Смирнов; профессора, доктора химических наук В. Г. Розинов, Б. В. Тимохин; академик РАН Б. А. Трофимов.
Умерла  12 февраля 1993 года в Иркутске.

## Основные труды
- Синтез спиртов ацетиленового ряда : дис. ... канд. хим. наук : 02.00.03. – Иркутск, 1942. – 147 л.
- Синтез ароматических ацеталей и изучение их инсектицидной активности // Техн.-экон. бюл. – 1959. – № 3. – С. 51-54. – Соавт.: А. Х. Филиппова, В. Н. Томилова, Т. Т. Минакова.
- Использование виниловых эфиров, получаемых из черемховской смолы // Вестн. техн. и экон. информ. – М., 1960. – № 6 (24). – С. 12-15. – Соавт.: А. Х. Филиппова.
- Исследования в области полимеризации винилариловых эфиров и их производных. Сообщ. 1. Изучение полимеризации и сополимеризации виниловых эфиров галоидофенолов // Высокомолекуляр. соединения. Сер. А. – 1961. – Т. 3, № 7. – С. 1020-1026. – Соавт.: А. Х. Филиппова, Г. В. Дмитриева, Л. Я. Царик.
- Исследования в области полимеризации винилариловых эфиров и их производных. Сообщ. 2. Ионная полимеризация простых винилариловых эфиров // Высокомолекуляр. соединения. Сер. А. – 1961. – Т. 3, № 8. – С. 1150-1154. – Соавт.: Н. А. Тюкавкина, Г. П. Манцивода, Р. В. Красовская.
- Исследования в области полимеризации винилариловых эфиров и их производных. Сообщ. 3. Низкомолекулярная радикальная полимеризация винилариловых эфиров и их производных // Высокомолекуляр. соединения. Сер. А. – 1961. – Т. 3, № 8. – С. 1155-1160. – Соавт.: Н. А. Тюкавкина, В. А. Круглова.
- Синтез и исследование виниловых эфиров некоторых алкил- и арилзамещенных фенолов // Журн. общ. химии. – 1961. – Т. 31, вып. 10. – С. 3222-3226. – Соавт.: Н. А. Тюкавкина, М. И. Бардамова, А. С. Лаврова.
- Физические исследования в области ненасыщенных ариловых эфиров и их производных. Сообщ. 1. Спектры виниловых эфиров замещенных фенола // Журн. структур. химии. – 1962. – Т. 3, № 6. – С. 676-679. – Соавт.: Ю. Л. Фролов, А. Х. Филиппова, Л. К. Погодаева.
- Механізм реакцii п'ятихлористого фосфору з, сполуками, що мають кратнi звязки // Доповідi АН УРСР. – 1963. – № 10. – С. 1354-1356. – Соавт.: Е. Ф. Гречкін.
- Взаимодействие некоторых винилариловых эфиров с диалкилдитиофосфорными кислотами // Журн. общ. химии. – 1964. – Т. 34, вып. 4. – С. 1113-1117. – Соавт.: Лю Мынь Инь, Л. Д. Асалхаева.
- Водородные связи фенола с простыми виниловыми и ариловыми эфирами // Журн. физ. химии. – 1964. – Т. 38, № 11. – С. 2604-2607. – Соавт.: Ю. К. Максютин, Ю. Л. Фролов, В. А. Шевелева.
- Количественное определение простых виниловых эфиров бромометрическим методом // Журн. аналит. химии. – 1964. – Т. 19, вып. 4. – С. 527-528. – Соавт.: Д. Е. Степанов, Ф. П. Львова.
- Присоединение дифенилдитиофосфиновой кислоты к простым виниловым эфирам // Журн. общ. химии. – 1964. – Т. 34, вып. 4. – С. 1117-1121. – Соавт.: Лю Мынь Инь, Н. В. Донская.
- Сополимеризация простых виниловых эфиров ароматического ряда с винилденхлоридом // Высокомолекуляр. соединения. Сер. А. – 1964. – Т. 6, № 9. – С. 1573-1578. – Соавт.: Н. А. Тюкавкина, Г. И. Дерябина, Г. Т. Жихарева, А. Д. Бирюкова.
- Хлорирование смеси виниловыхэфиров фенолов смолы полукоксования черемховских углей // Краткие сообщения и доклады о научно-исследовательских работах за 1962 год . – Иркутск, 1964. – С. 78-86. – Соавт.: В. Г. Гольденберг, А. Х. Филиппова, А. П. Шорохов, Э. И. Дубинская, Н. Л. Скаржановская.
- Исследование в области синтеза и превращения галоидозамещенных винилариловых эфиров. Сообщ. 1. ЦИС и транс- 'бета'-хлорвинилариловых эфиров // Журн. орган. химии. – 1965. – Т. 1, вып. 8. – С. 1406-1411. – Соавт.: Т. И. Бычкова, Ю. К. Максютин.
- Исследование в ряду замещенных винил- и этилариловых эфиров. Сообщ. 1. Взаимодействие фенилсульфенилхлорида с винилариловыми эфироами // Журн. общ. химии. – 1965. – Т. 35, вып. 6. – С. 979-982. – Соавт.: Э. Ф. Колмакова, Т. И. Бычкова, Ю. К. Максютин, Э. А. Денисевич, Г. И. Смолина.
- О реакции взаимодействия диалкилдитиофосфорных кислот с виниламинофениловыми эфирами // Журн. общ. химии. – 1965. – Т. 35, вып. 1. – С. 70-72. – Соавт.: Лю Мынь Инь.
- Синтез некоторых 0, 0-диалкил-S-('альфа'-арилокси-'бета'-хлор-этил) дитиофосфатов и 0, 0-диалкил (диофенил) - S-(альфа-арилокси-'гамма', 'гамма','гамма'-трихлорпропил) дитиофосфатов // Журн. общ. химии. – 1965. – Т. 35, вып. 2. – С. 338-343. – Соавт.: Лю Мынь Инь, Л. Д. Асалхаева, Т. И. Бычкова.
- Синтез некоторых N-ацильных производных виниламинофениловых эфиров // Журн. общ. химии. – 1965. – Т. 35, вып. 1. – С. 72-75. – Соавт.: Лю Мынь Инь, Л. Д. Асалхаева.
- Сополимеризация дивинилового эфира гидрохиноном с метилметакрилатом // Высокомолекуляр. соединения. Сер. А. – 1965. – Т. 7, № 10. – С. 1758-1761. – Соавт.: Л. Я. Царик, Л. А. Бодюх, Ю. К. Максютин.
- Физические исследования в области ненасыщенных ариловых эфиров и их производных. Сообщ. 2. Изучение способности кислородного атома к передаче электронных влияний // Журн. структур. химии. – 1965. – Т. 6, № 3. – С. 397-401. – Соавт.: Ю. Л. Фролов, А. Х. Филиппова.
- Изучение гидролиза и алкоголиза 'альфа'-хлорэтилариловых эфиров // Журн. орган. химии. – 1966. – Т. 2, вып. 4. – С. 689-692. – Соавт.: М. Ф. Шостаковский, К. Х. Зихерман.
- Исследование в области синтеза и превращений галоидозамещенных винилариловых эфиров. Сообщ. 2. 'бетабета'-дихлорвиниловые эфиры // Журн. орган. химии. – 1966. – Т. 2, вып. 3. – С. 452-454. – Соавт.: Т. И. Бычкова.
- Исследования в области химии ароматических эфиров енодов : дис. ... д-ра хим. наук : 02.00.03. – М., 1966. – 426 л.
- Простые виниловые эфиры в диеновом синтезе. Сообщ. 4. О реакционной способности винилалкиловых и винилариловых эфиров в диеновом синтезе с гексахлорциклопентадиеном // Журн. орган. химии. – 1966. – Т. 2, вып. 10. – С. 1741-1744. – Соавт.: Д. Е. Степанов.
- Свободнорадикальное присоединение трихлорметилсульфенилхлорида к винилариловым эфирам // Журн. орган. химии. – 1966. – Т. 2, вып. 11. – С. 2048-2055. – Соавт.: Э. Ф. Колмакова, Ю. К. Максютин, Л. Н. Спиридонова.
- Взаимодействие структурных групп в фосфорилированных и тиофосфорилированных ароксиэтиленах // Химия ацетилена : тр. III Всесоюз. конф. по химии ацетилена. Душанбе, 1968 г. – М., 1972. – С. 75-76. – Соавт.: Г. И. Ратовский, В. В. Дорохова, В. Е. Колбина, Б. Б. Пайдак, Е. Ф. Гречкин.
- Исследование молекулярно-весового распределения поливинилфенилового эфира // Высокомолекуляр. соединения. Сер. Б. – 1968. – Т. 10, № 7. – С. 517-521. – Соавт.: В. А. Круглова, Н. А. Тюкавкина.
- Простые виниловые эфиры в диеновом синтезе. Сообщ. 6. Взаимодействие циклопентадиена с 'бета'-галоидвинилариловыми эфирами // Журн. орган. химии. – 1968. – Т. 4, вып. 9. – С. 1569-1572. – Соавт.: Е. М. Крон, К. Л. Попова, Д. Е. Степанов, А. Д. Бирюкова, Л. В. Белоусова.
- Ступенчатая полимеризация винилфенилового эфира с последующим хроматографическим выделением олигомеров // Высокомолекуляр. соединения. Сер. А. – 1968. – Т. 10, № 9. – С. 2034-2038. – Соавт.: В. А. Круглова, Н. А. Тюкавкина, К. И. Лаптева.
- Реакция трифенилфосфина с пятихлористым фосфором // Журн. общ. химии. – 1969. – Т. 39, вып. 3. – С. 712. – Соавт.: Е. Ф. Гречкин, В. Г. Розинов.
- Фосфорилирование 'бета'-замещенных стиролов пятихлористым фосфором // Журн. общ. химии. – 1969. – Т. 39, вып. 4. – С. 934-935. – Соавт.: Е. Ф. Гречкин, В. Г. Розинов.
- Взаимодействие некоторых квазифосфониевых солей с реактивами Гриньяра // Журн. общ. химии. – 1970. – Т. 40, вып. 11. – С. 2517. – Соавт.: Б. В. Тимохин, Е. Ф. Гречкин.
- Реакция внутреннего трифенилфосфоний-оксопентахлорфосфата с реактивами Гриньяра // Журн. общ. химии. – 1970. – Т. 40, вып. 9. – С. 2133-2134. – Соавт.: Б. В. Тимохин, Е. Ф. Гречкин.
- Совместная полимеризация винилфенилового и винил-п-хлорфенилового эфиров в присутствии эфирата фтористого бора // Высокомолекуляр. соединения. Сер. А. – 1970. – Т. 12, № 7. – С. 1600-1607. – Соавт.: В. А. Круглова, Л. В. Морозова, А. Д. Бирюкова.
- Реакции некоторых хлоридов четырехкоординационного атома фосфора с реактивами Гриньяра // Журн. общ. химии. – 1971. – Т. 41, вып. 12. – С. 2658-2664. – Соавт.: Б. В. Тимохин, Е. Ф. Гречкин, В. В. Дорохова, Г. В. Ратовский, Н. А. Сухорукова.
- Реакционная способность винилариловых эфиров в сополимеризации с хлористым винилом и винилиденхлоридом // Высокомолекуляр. соединения. Сер. А. – 1971. – Т. 13, № 5. – С. 1162-1169. – Соавт.: Г. И. Дерябина, Ю. Л. Фролов.
- Влияние фосфорорганических лигандов на каталитические свойства систем Al(i-C4H9)Cl-NiL2 в процессе димеризации пропилена // Нефтехимия. – 1972. – Т. 12, № 1. – С. 76-81. – Соавт.: Ф. К. Шмидт, В. С. Ткач.
- Константы относительных активностей ароматических виниловых эфиров в катионной сополимеризации // Высокомолекуляр. соединения. Сер. А. – 1972. – Т. 14, № 7. – С. 1633-1637. – Соавт.: В. А. Круглова.
- Взаимодействие структурных групп в виниловых эфирах и стиролах, содержащих атом фосфора при двойной связи // Спектроскопия. Методы и применение : тр. Сиб. совещ. по спектроскопии. Томск, 1968 г. – М., 1973. – С. 225-226. – Соавт.: Г. И. Ратовский, Ю. Л. Фролов, В. Е. Колбина, Б. Б. Пайдак, Е. Ф. Гречкин.
- Исследование химического строения полимеров винилфенилового эфира методами ИК- и ПМР-спектроскопии // Высокомолекуляр. соединения. Сер. А. – 1973. – Т. 15, № 9. – С. 1967-1973. – Соавт.: В. А. Круглова, Г. И. Ратовский, И. М. Борисенко.
- Спектральные проявления внутримолекулярных взаимодействий в хлорангидридах ненасыщенных кислот фосфора // Журн. общ. химии. – 1973. – Т. 43, вып. 10. – С. 2172-2178. – Соавт.: В. В. Дорохова, Г. И. Ратовский, В. Е. Колбина, Е. Ф. Гречкин.
- Взаимодействие пятихлористого фосфора с фенилацетиленовыми производными Li и Mg // Журн. общ. химии. – 1974. – Т. 44, вып. 9. – С. 2107-2108. – Соавт.: Б. В. Тимохин, В. И. Дмитриев, Е. Ф. Гречкин.
- Изучение механизма взаимодействия алюминийорганических соединений с бис-ацетилацетонатом никеля // Кинетика и катализ. – 1974. – Т. 15, № 3. – С. 617-624. – Соавт.: В. С. Ткач, Ф. К. Шмидт, В. В. Сараев.
- Содимеризация этилена с пропиленом на комплексных металлоорганических катализаторах типа Циглера-Натта // Журн. орган. химии. – 1974. – Т. 10, вып. 2. – С. 155-158. – Соавт.: Ф. К. Шмидт, В. С. Ткач, И. Д. Шевченко.
- Димеризация пропилена в присутствии комплекса Ni[PPh3]4активированного кислотами Льюиса и Бренстеда // Кинетика и катализ. – 1975. – Т. 16, № 1. – С. 270-271. – Соавт.: Ф. К. Шмидт, Л. В. Миронова, В. С. Ткач.
- О влиянии заместителей на фосфорилирование олефинов пятихлористым фосфором // Журн. общ. химии. – 1975. – Т. 45, вып. 7. – С. 1643-1644. – Соавт.: В. Г. Розинов, В. В. Рыбкина, Е. Ф. Гречкин.
- О влиянии сопряжения на природу продуктов фосфорилирования олефинов пятихлористым фосфором // Журн. общ. химии. – 1975. – Т. 45, вып. 7. – С. 1644-1645. – Соавт.: В. Г. Розинов, В. В. Рыбкина, Е. Ф. Гречкин.
- Сополимеризация и комплексообразование в системе винил-н-бутиловый эфир - малеиновый ангидрид // Высокомолекуляр. соединения. Крат. сообщ. Сер. Б. – 1975. – Т. 17, № 11. – С. 828-831. – Соавт.: А. И. Смирнов, Г. И. Дерябина, Г. В. Ратовский, В. Л. Белобородов.
- Димеризация пропилена в присутствии каталитических систем на основе комплексов никеля с фосфорорганическими лигандами // Нефтехимия. – 1976. – Т. 16, № 4. – С. 547-554. – Соавт.: Ф. К. Шмидт, Л. В. Миронова, Г. А. Калабин, А. Г. Пройдаков.
- Исследование роли фосфиновых комплексов никеля различных степеней окисления в каталитической димеризации олефинов // React. Kinet. and Catal. Lett. – 1976. – Vol. 4, № 1. – P. 73-79. – Соавт.: Ф. К. Шмидт, Л. В. Миронова, В. В. Сараев, В. С. Ткач.
- Изучение структуры органилхлорфосфонийгексахлорфосфатов методом ЯКР35Cl // Журн. общ. химии. – 1977. – Т. 47, вып. 7. – С. 1473-1478. – Соавт.: В. П. Фешин, М. Г. Воронков, Б. В. Тимохин, В. И. Дмитриев, П. А. Никитин.
- Исследование радикальной сополимеризации дивинилового эфира гидрохинона методом термометрии // Высокомолекуляр. соединения. Крат. сообщ. Сер. Б. – 1977. – Т. 19, № 11. – С. 811-815. – Соавт.: О. А. Эдельштейн, Л. Я. Царик.
- Осаждение цианидов из сточных цианистых растворов водорастворимыми анионообменными полиэлектролитами // Журн. прикл. химии. – 1977. – Т. 50, вып. 10. – С. 2232-2235. – Соавт.: А. Р. Березина, Л. Я. Царик, Ю. М. Чикин.
- Синтез и свойства 1-хлор-2-арилсульфонилэтиловых эфиров алифатического и ароматического рядов // Журн. орган. химии. – 1977. – Т. 13, вып. 2. – С. 283-287. – Соавт.: М. А. Васильева, Т. И. Бычкова, Д. Ф. Кушнарев, Т. И. Розова.
- Сополимеризация простых дивиноловых эфиров с малеиновым ангидридом // Высокомолекуляр. соединения. Крат. сообщ. Сер. Б. – 1977. – Т. 19, № 8. – С. 601-604. – Соавт.: Л. Я. Царик, Г. П. Манцивода, Г. В. Ратовский, Т. В. Дмитриева.
- Суспензионная сополимеризация дивинилового эфира гидрохинона и акрилонитрила // Высокомолекуляр. соединения. Сер. А. – 1977. – Т. 19, № 10. – С. 2395-2396. – Соавт.: Л. Я. Царик, О. Г. Вокина.
- Виниловый эфир n-винилооксибензойной кислоты и способ его получения // Журн. орган. химии. – 1978. – Т. 14, вып. 8. – С. 1789. – Соавт.: В. А. Круглова, Г. А. Калабин, Д. Е. Степанов.
- Изучение взаимодействия дифенилтрихлорфосфорана с литийорганическими соединениями // Журн. общ. химии. – 1978. – Т. 48, вып. 1. – С. 52-55. – Соавт.: В. И. Дмитриев, Б. В. Тимохин, В. В. Самородов.
- Исследование механизма чередующейся сополимеризации виниловых эфиров с производными малеиновой кислоты // Высокомолекуляр. соединения. Сер. А. – 1978. – Т. 20, № 8. – С. 1794-1801. – Соавт.: А. И. Смирнов, Г. И. Дерябина, Т. Л. Петрова, И. Л. Стояченко, В. Б. Голубев, В. П. Зубов.
- Кинетика щелочного гидролиза м, п-замещенных фениловых эфиров дифенилтионфосфоновой кислоты // Журн. общ. химии. – 1978. – Т. 48, вып. 8. – С. 1901. – Соавт.: Г. Д. Елисеева, Б. Г. Истомин.
- О роли кислот Бренстеда в каталитических системах олефинов // Координац. химия. – 1978. – Т. 4, № 10. – С. 1608-1609. – Соавт.: Ф. К. Шмидт, Л. В. Миронова, А. Г. Пройдаков.
- Влияние строения на реакционную способность винилариловых эфиров при катионной полимеризации // Теорет. и эксперим. химия. – 1979. – Т. 15, № 1. – С. 62-67. – Соавт.: В. А. Круглова.
- Исследование состояния пятихлористого фосфора в полярных органических растворителях методом УФ-спектроскопии // Журн. общ. химии. – 1979. – Т. 49, вып. 9. – С. 1982-1992. – Соавт.: Л. М. Сергиенко, Г. И. Ратовский, А. М. Додонов.
- Кинетика щелочного гидролиза П-замещенных фениловых эфиров диметилтионфосфиновых кислот // Журн. общ. химии. – 1979. – Т. 48, вып. 8. – С. 1912-1913. – Соавт.: Г. Д. Елисеева, Б. И. Истомин.
- Органилхлорфосфонийгексахлорфосфаты в реакциях с литийорганическими соединениями // Журн. общ. химии. – 1979. – Т. 49, вып. 1. – С. 78-82. – Соавт.: В. И. Дмитриев, Б. В. Тимохин.
- Реакции сульфонилгалогенидов с виниловыми эфирами // Журн. орган. химии. – 1979. – Т. 15, вып. 2. – С. 268-271. – Соавт.: М. А. Васильева, Т. И. Бычкова.
- Кинетика щелочного гидролиза м,п-замещенных фениловых эфиров дифенилфосфиновой кислоты в воде и водном этаноле // Журнал общей химии. – 1980. – Т. 50, вып. 9. – С. 2141-2142. – Соавт.: Н. А. Сухорукова, Б. И. Истомин.
- Причины образования продуктов присоединения при фосфорилировании винилалкиловых эфиров пятихлористым фосфором // Журн. общ. химии. – 1980. – Т. 50, вып. 12. – С. 2663-2671. – Соавт.: В. В. Рыбкина, В. Г. Розинов, В. И. Глухих.
- Сополимеризация и комплексообразование в системе 2-трихлорметил-4-метилен-1,3-диоксолан-малеиновый ангидрид // Высокомолекуляр. соединения. Сер. А. – 1980. – Т. 22, № 10. – С. 2273-2278. – Соавт.: А. А. Антонович, В. А. Круглова, Н. И. Скобеева, Г. И. Ратовский.
- Строение фосфоранов с трихлорметильными заместителями по данным спектров ЯМР31Р и ЯКР35Cl // Журн. общ. химии. – 1980. – Т. 50, вып. 10. – С. 2230-2233. – Соавт.: В. И. Дмитриев, Э. С. Козлов, Б. В. Тимохин, Л. Г. Дубенко.
- NQR investigation of the reaction of phosphorus halides with tertiary amides // Nuclear Quadrupole Resonance Spectroscopy : [proc.]. VI Intern. symp. Moscow, Sept., 21-24, 1981. – M., 1981. – P. 333-336. – Соавт.: G. V. Dolgushin, V. P. Feshin, M. G. Voronkov, G. A. Pensionerova, V. G. Rosinov.
- Взаимодействие пятихлористого фосфора и его производных с тиосульфатом натрия // Журн. общ. химии. – 1981. – Т. 51, вып. 12. – С. 2808-2809. – Соавт.: Б. В. Тимохин, В. Н. Венгельникова.
- Взаимодействие фенилоксиэтенилорганилсульфонов с аминами // Журн. орган. химии. – 1981. – Т. 17, вып. 7. – С. 1405-1408. – Соавт.: М. А. Васильева,Т. И. Бычкова, Л. М. Добрынина.
- Влияние характера лигандов у атома родия и природы растворителя на активность и селективность родиевых комплексов в реакции гидросилилирования фенилацетилена // Журн. общ. химии. – 1981. – Т. 51, вып. 8. – С. 1851-1855. – Соавт.: Л. И. Копылова, В. Б. Пухнаревич, И. И. Цыханская, Э. Н. Сацук, Б. В. Тимохин, В. И. Дмитриев, В. Хваловский, М. Чапка, А. В. Калабина, М. Г. Воронков.
- Восстановление хлорфосфониевых производных соединениями P3 как галогенофильное взаимодействие // Журн. общ. химии. – 1981. – Т. 51, вып. 7. – С. 1541-1545. – Соавт.: Б. В. Тимохин, В. Н. Венгельникова, В. И. Донских.
- Исследование пористой структуры сополимеров дивинилового эфира гидрохинона и акрилонитрила // Высокомолекуляр. соединения. Крат. сообщ. Сер. Б. – 1981. – Т. 23, № 9. – С. 661-665. – Соавт.: О. Г. Вокина, Л. Я. Царик, К. П. Жданова.
- Роль хлористого водорода в восстановлении продуктов фосфорилирования алкенов пятихлористым фосфором // Журн. общ. химии. – 1981. – Т. 51, вып. 7. – С. 1498-1504. – Соавт.: В. Г. Розинов, В. В. Рыбкина, В. И. Глухих.
- Влияние уходящей группы на щелочной гидролиз фениловых эфиров дифенилфосфиновой кислоты в водно-диоксановых смесях // Журн. общ. химии. – 1982. – Т. 52, вып. 8. – С. 1924-1925. – Соавт.: Н. А. Сухорукова, Б. И. Истомин.
- Влияние электронной структуры комплексов простых виниловых эфиров с малеиновым ангидридом на их реакционную способность в реакциях чередующейся сополимеризации // Высокомолекуляр. соединения. Крат. сообщ. Сер. Б. – 1982. – Т. 24, № 4. – С. 303-305. – Соавт.: А. И. Смирнов, Т. Л. Петрова, В. Б. Голубев, В. П. Зубов.
- Исследование взаимодействий соединений хлорфосфония с галогенид-анионами // Журн. общ. химии. – 1982. – Т. 52, вып. 6. – С. 1318-1322. – Соавт.: В. Н. Венгельникова, Б. В. Тимохин, В. И. Донских.
- Исследование внутримолекулярных взаимодействий в возбужденных состояниях винилариловых эфиров с донорными и акцепторными заместителями в бензольном кольце // Теорет. и эксперим. химия. – 1982. – Т. 18, № 1. – С. 45-48. – Соавт.: Г. В. Ратовский, Т. И. Розова, П. И. Гребнева.
- Исследование хроматографической способности гелей на основе полиакрилонитрила // Журн. прикл. химии. – 1982. – Т. 55, вып. 4. – С. 820-824. – Соавт.: О. Г. Вокина, Л. Я. Царик, А. И. Кузаев, С. А. Резников.
- Кинетика бимолекулярного щелочного расщепления мета-, пара-замещенных фениловых эфиров дифенилфосфиновой кислоты в воде и водно-этанольных смесях // Журн. общ. химии. – 1982. – Т. 52, вып. 9. – С. 2011-2019. – Соавт.: Б. И. Истомин, Н. А. Сухорукова, Ю. И. Сухоруков.
- Кинетическое исследование радикальной полимеризации 1-винил-4,5,6,7-тетрагидроиндола // Высокомолекуляр. соединения. Крат. сообщ. Сер. Б. – 1982. – Т. 24, № 9. – С. 691-694. – Соавт.: В. А. Круглова, Г. А. Изыкенова, Б. А. Трофимов, А. И. Михалева.
- Особенности взаимодействия пятихлористого фосфора с 2,2-дизамещенными этиленами // Журн. общ. химии. – 1982. – Т. 52, вып. 3. – С. 548-558. – Соавт.: В. В. Рыбкина, В. Г. Розинов, В. Е. Колбина, В. И. Глухих, Г. В. Ратовский.
- Параметры асимметрии градиента электрического поля на ядрах 35Cl 'бета'-хлор- и 'бета', 'бета'-дихлорвиниловых эфиров // Теорет. и эксперим. химия. – 1982. – Т. 18, № 3. – С. 378-380. – Соавт.: В. П. Фешин, Г. В. Долгушин, М. Г. Воронков, Т. И. Бычкова, Ю. Е. Сапожников, Я. Б. Ясман.
- Синтез пористых сетчатых сополимеров простых дивиниловых эфиров гидрохинона и диэтиленгликоля и их испытание в качестве сорбентов в жидкостной хроматографии // Высокомолекуляр. соединения. Сер. А. – 1982. – Т. 24, № 7. – С. 1378-1385. – Соавт.: О. Г. Вокина, Л. Я. Царик, А. И. Кузаев.
- Спектральное исследование конформационного состава и внутримолекулярных взаимодействий в молекулах винилариловых эфиров // Журн. общ. химии. – 1982. – Т. 52, вып. 7. – С. 1520-1530. – Соавт.: Т. И. Розова, Г. И. Ратовский, Д. Д. Чувашев.
- Фосфорилирование N,N-дизамещенных амидов пятихлористым фосфором // Журн. общ. химии. – 1982. – Т. 52, вып. 11. – С. 2491-2499. – Соавт.: Г. А. Пенсионерова, В. Г. Розинов, В. И. Донских, Г. В. Ратовский, М. Ю. Дмитриченко.
- Диэтилфосфористая кислота - новый восстановитель производных пятихлористого фосфора // Журн. общ. химии. – 1983. – Т. 53, вып. 2. – С. 291-294. – Соавт.: Б. В. Тимохин, В. И. Дмитриев, В. Н. Венгельникова, В. И. Донских.
- Непредельные фосфорорганические соединения на основе 1-винилбензотриазола // Журн. общ. химии. – 1983. – Т. 53, вып. 3. – С. 697-698. – Соавт.: В. Г. Розинов, Г. А. Пенсионерова, В. И. Донских, Е. С. Домнина, Г. Г. Скворцова.
- Синтез, исследование и химическая модификация сополимеров акриламида с 2-трихлорметил-4-метилен-1,3-диоксоланом // Высокомолекуляр. соединения. Крат. сообщ. Сер. Б. – 1983. – Т. 25, № 11. – С. 852-857. – Соавт.: В. А. Круглова, В. В. Анненков, И. В. Зайцева, А. Н. Мирскова.
- Фосфорилирование N-винилацетанилида пятихлористым фосфором // Журн. общ. химии. – 1983. – Т. 53, вып. 4. – С. 934-935. – Соавт.: В. Г. Розинов, Л. П. Ижболдина, С. Ф. Малышева, В. И. Донских.
- Реакция (2-фенилоксиэтенил)алкил- или арилсульфонов с диэтилдитиокарбаматом натрия // Журн. орган. химии. – 1984. – Т. 20, вып. 10. – С. 2114-2118. – Соавт.: Т. И. Бычкова, М. А. Васильева, Л. Б. Кривдин.
- Сетчатые сополимеры дивинилового эфира гидрохинона и акрилатов // Пласт. массы. – 1984. – № 3. – С. 10-12. – Соавт.: Л. Я. Царик, О. Г. Вокина, Н. И. Скобеева, О. А. Эдельштейн.
- Синтез, свойства и спектральные исследования 1-фенилсульфинил-2-арилоксиэтенов // Журн. орган. химии. – 1984. – Т. 20, вып. 3. – С. 524-529. – Соавт.: Т. И. Бычкова, М. А. Васильева, Т. И. Розова, Г. В. Ратовский.
- Полиэлектролитные свойства иконформация макромолекул терполимеров 2-трихлорметил-4-метилен-1,3-диоксолана, N-винилпирролидона и акриловых кислот // Высокомолекуляр. соединения. Сер. А. – 1985. – Т. 27, № 8. – С. 1649-1652. – Соавт.: В. А. Круглова, В. В. Анненков.
- Сравнительная оценка методов исследования пористой структуры полимерных сорбентов // Журн. прикл. химии. – 1985. – Т. 58, вып. 6. – С. 1246-1250. – Соавт.:О. Г. Вокина, Л. Я. Царик, К. П. Жданова, А. И. Кузаев.
- Взаимодействие диродана и тиоцианохлорида с арилвиниловыми эфирами // Журн. орган. химии. – 1986. – Т. 22, вып. 6. – С. 1165-1168. – Соавт.: М. А. Васильева, Т. И. Бычкова, Н. А. Иванова, Л. М. Добрынина.
- Синтез и свойства азолсодержащих сополимеров винилпирролидона // Высокомолекуляр. соединения. Крат. сообщ. Сер. Б. – 1986. – Т. 28, № 7. – С. 528-531. – Соавт.: В. А. Круглова, В. В. Анненков, Р. Л. Большедворская, Л. М. Добрынина.
- Определение состава сополимеров на основе винилазолов методом УФ-спектроскопии // Высокомолекуляр. соединения. Сер. А. – 1987. – Т. 29, № 6. – С. 1324-1326. – Соавт.: Г. В. Ратовский, О. А. Шиверновская, Е. И. Бирюкова, А. И. Смирнов, Г. А. Изыкенова.
- Реакция пятихлористого фосфора с енамидами - новый источник 1,4-азафосфоринов // Журн. общ. химии. – 1987. – Т. 57, вып. 2. – С. 478-479. – Соавт.: В. Г. Розинов, Л. П. Ижболдина, В. И. Донских.
- Спироциклизация при галогенофильных превращениях галогенидов 9V // Журн. общ. химии. – 1987. – Т. 57, вып. 10. – С. 2397. – Соавт.: В. К. Дмитриев, Б. В. Тимохин, Т. И. Казанцева, В. И. Донских.
- Фосфорилирование N-метил-N,N-диацетамида // Журн. общ. химии. – 1987. – Т. 57, вып. 8. – С. 1912-1913. – Соавт.: М. Ю. Дмитриченко, В. Г. Розинов, В. И. Донских, Г. В. Долгушин, В. П. Фешин.
- Взаимосвязь конформационного строения винилариловых эфиров с реакционной способностью в реакциях чередующейся сополимеризации с малеиновым ангидридом // Высокомолекуляр. соединения. Сер. А. – 1988. – Т. 30, № 4. – С. 791-798. – Соавт.: А. И. Смирнов, Т. Л. Петрова, Г. В. Ратовский, О. А. Шиверновская, В. П. Зубов.
- Синтез и свойства 2-хлор-2-арилоксиэтансульфонилфторидов // Журн. орган. химии. – 1991. – Т. 27, вып. 5. – С. 951-955. – Соавт.: Т. И. Бычкова, Н. Г. Помаскина, Г. В. Ратовский, Л. Б. Кривдин, М. А. Васильева.

## Публикации об А. В. Калабиной
- Ходий В. Тысяча и одна формула / В. Ходий // Вост.-Сиб. правда. – 1968. – 14 июля. О научно-педагогической деятельности проф. А. В. Калабиной.
- Преловская Б. Дорогу осилит идущий / Б. Преловская // Вост.-Сиб. правда. – 1977. – 15 мая.
- О научной деятельности проф. А. В. Калабиной.
- [О кафедре высокомолекулярных соединений] // Иркутский государственный университет им. А. А. Жданова: крупнейший учебно-методический и научный центр Восточной Сибири : крат. ист. очерк. – Иркутск, 1978. – С. 99. О научной деятельности кафедры высокомолекулярных соединений под руководством А. В. Калабиной.
- К 70-летию со дня рождения профессора А. В. Калабиной // Журн. Всесоюз. хим. о-ва им. Д. И. Менделеева. – 1983. – Т. 28, № 2. – С. 113-114.
- Климова Э. Формулы одной жизни / Э. Климова // Вост.-Сиб. правда. – 1983. – 5 янв. О научной, педагогической и общественной деятельности А. В. Калабиной.
- [Научная деятельность А. В. Калабиной] // Иркутский государственный университет: хроника событий (1918-1988). – Иркутск, 1989. – С. 95, 131, 142, 155, 182, 211, 216.
- Анастасия Васильевна Калабина : некролог // Вост.-Сиб. правда. – 1993. – 17 февр.
- Кез Э. Имя и дела не забыты / Э. Кез // Иркутск. – 1996. – 27 дек. – С. 2. Об установлении мемориальной доски проф. А. В. Калабиной на здании Иркутского государственного университета.
- Калабина Анастасия Васильевна // Иркутский государственный университет (1918-1998). – Иркутск, 1998. – Т. 3 : Ректоры, деканы, профессора. – С. 153.
- Калабина Анастасия Васильевна // Иркутск : энцикл. слов. – Иркутск, 2006. – С. 163.
- Калабина Анастасия Васильевна // Плеяда замечательных женщин : [биогр. справ.] / Е. М. Шипицына. – Королев, 2010. – С. 66.
- Калабина Анастасия Васильевна // Иркутск : ист.-краевед. слов. – Иркутск, 2011. – С. 248.
- Олейников И. В. Калабина Анастасия Васильевна : 100 лет со дня рождения / И. В. Олейников // Приангарье: годы, события, люди : календарь знаменат. и памят. дат Иркут. обл. на 2012 год. – Иркутск, 2011. – Вып. 45. – С. 20-22. : фот.
- Климова Э. Наследство Калабиной / Э. Климова // Вост.-Сиб. правда. – 2012. – 31 янв. : фот.
- Олейников И. В. Жизнь, посвященная науке : к столетию со дня рождения Анастасии Васильевны Калабиной / И. В. Олейников // Иркут. ун-т. – 2012. – 30 марта : фот.